# Młodość stulatka
Młodość stulatka (ang. Youth Without Youth) – amerykańsko-niemiecko-francusko-włosko-rumuński dramat fantasy z 2007 w reżyserii Francisa Forda Coppoli, zrealizowany na podstawie powieści Mircei Eliade.

## Fabuła
Bukareszt, 1938. Profesor Dominik Matei w nocy zostaje trafiony piorunem. Jednak zamiast umrzeć, młodnieje i posiada nieprzeciętną pamięć. Postanawia skończyć swoje dzieło życia – pracę o początkach języka. Jednak Dominikiem interesują się naziści. Poza tym poznaje kobietę, która także została trafiona przez piorun.

## Główne role
- Tim Roth – Dominik Matei
- Alexandra Maria Lara – Veronica/Laura
- Bruno Ganz – Profesor Stanciulescu
- André Hennicke – Josef Rudolf
- Marcel Iures – Prof. Giuseppe Tucci

## Produkcja
Zdjęcia kręcono na terenie Rumunii (Bukareszt, Braszów, Konstanca, Piatra Neamț, Sinaia) oraz Bułgarii (Bałczik).

## Odbiór

### Box office
Film zarobił 244 397 $ w Ameryce Północnej i 2,4 mln $ w innych krajach, co daje 2,6 mln $ na całym świecie.